# Capo di Ponte
Capo di Ponte (Có de Put in dialetto camuno) è un comune italiano di 2 274 abitanti, della Val Camonica, provincia di Brescia in Lombardia.
È attraversato dalla strada statale 42 del Tonale e della Mendola e possiede una stazione ferroviaria della linea Brescia-Iseo-Edolo. Il territorio di Capo di Ponte confina con diversi comuni: a ovest quello di Paisco Loveno ed Ono San Pietro, a nord quello di Sellero e Paspardo, ad est quello di Cimbergo, e a sud quello di Ceto e nuovamente Ono San Pietro. Il paese si inserisce nel sistema delle incisioni rupestri della Valcamonica in quanto possiede sul suo territorio oltre al maggior numero di raffigurazioni ben tre parchi ed un museo rientranti nel sito segnalato dall'UNESCO (1979 - primo sito italiano).

## Geografia fisica

### Territorio
Situato a metri 362 m s.l.m. Capo di Ponte deve il suo nome alla posizione geografica di alcune case antiche poste ad occidente del ponte sul fiume Oglio verso la frazione Cemmo. L'attuale paese copre invece l'altra sponda del fiume, espandendosi ad est.
Dal punto di vista altimetrico si passa dai 2198 m slm. della Cima di Tanerle ai 350 m del fondovalle (Fiume Oglio), con un'escursione di 1848 metri.

### Idrografia
Il comune è attraversato da nord a sud dal fiume Oglio, nel quale su immettono il torrente Clegna, proveniente da ovest ed il torrente Re proveniente da est.

### Clima
Il clima a Capo di Ponte è freddo e temperato, con piovosità significativa durante tutto l'anno.
La temperatura media annuale è di 5,3 °C, essendo luglio il mese con temperature più alte (19,3 °C) e gennaio il mese con temperature più basse (-10,4 °C).
La piovosità media annuale è di 1807 mm. In particolare le piogge sono più scarse nel mese di gennaio (67 mm) e più abbondanti nel mese di giugno (213 mm).
| [ 6 ]               | Mesi  | Mesi | Mesi | Mesi | Mesi | Mesi | Mesi | Mesi | Mesi | Mesi | Mesi | Mesi | Stagioni | Stagioni | Stagioni | Stagioni | Anno  |
| [ 6 ]               | Gen   | Feb  | Mar  | Apr  | Mag  | Giu  | Lug  | Ago  | Set  | Ott  | Nov  | Dic  | Inv      | Pri      | Est      | Aut      | Anno  |
| ------------------- | ----- | ---- | ---- | ---- | ---- | ---- | ---- | ---- | ---- | ---- | ---- | ---- | -------- | -------- | -------- | -------- | ----- |
| T. max. media (°C)  | 0,2   | 1,2  | 4,8  | 8,2  | 13,3 | 17,7 | 19,3 | 18,9 | 15,2 | 11,0 | 5,2  | 1,2  | 0,9      | 8,8      | 18,6     | 10,5     | 9,7   |
| T. min. media (°C)  | −10,4 | −9,2 | −4,3 | −0,5 | 3,8  | 8,2  | 10,0 | 9,9  | 6,7  | 2,8  | −2,4 | −7,8 | −9,1     | −0,3     | 9,4      | 2,4      | 0,6   |
| Precipitazioni (mm) | 67    | 70   | 92   | 158  | 197  | 213  | 204  | 199  | 170  | 174  | 177  | 86   | 223      | 447      | 616      | 521      | 1 807 |

## Origini del nome
Il nome attestato nel XIII secolo era Capo di Ponte di Cemmo (Capite Pontis Cemmi).

## Storia

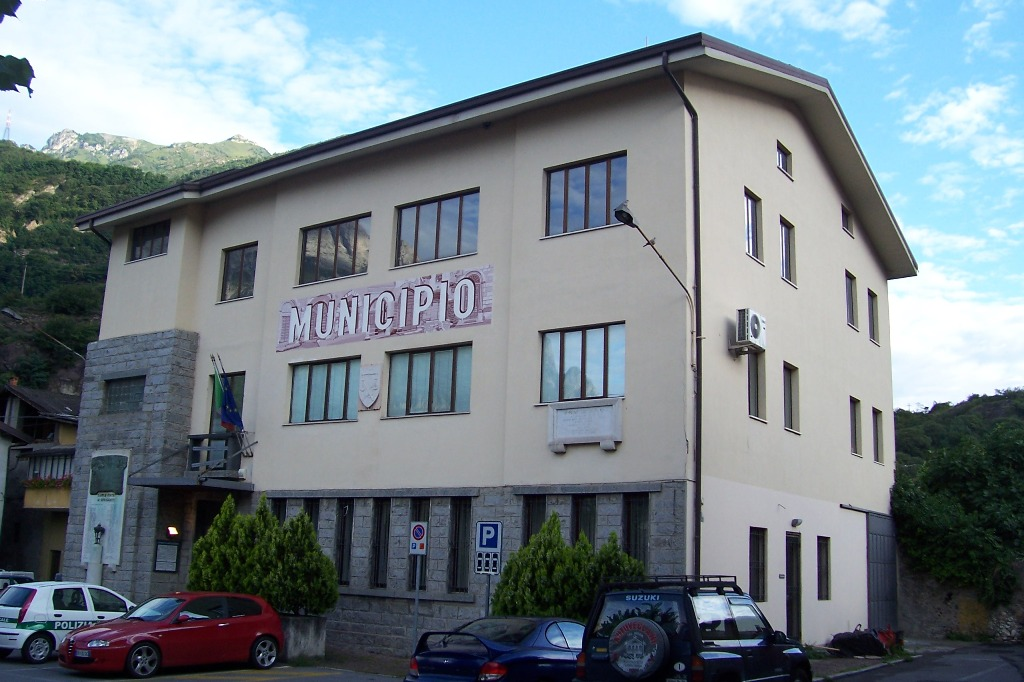
Municipio

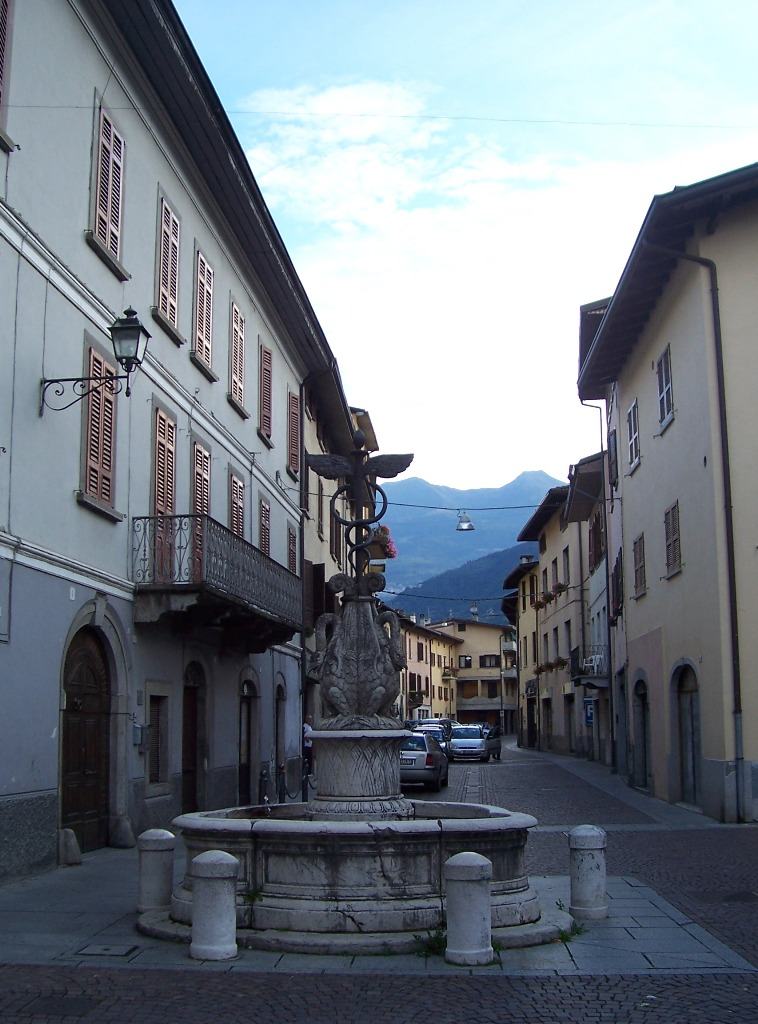

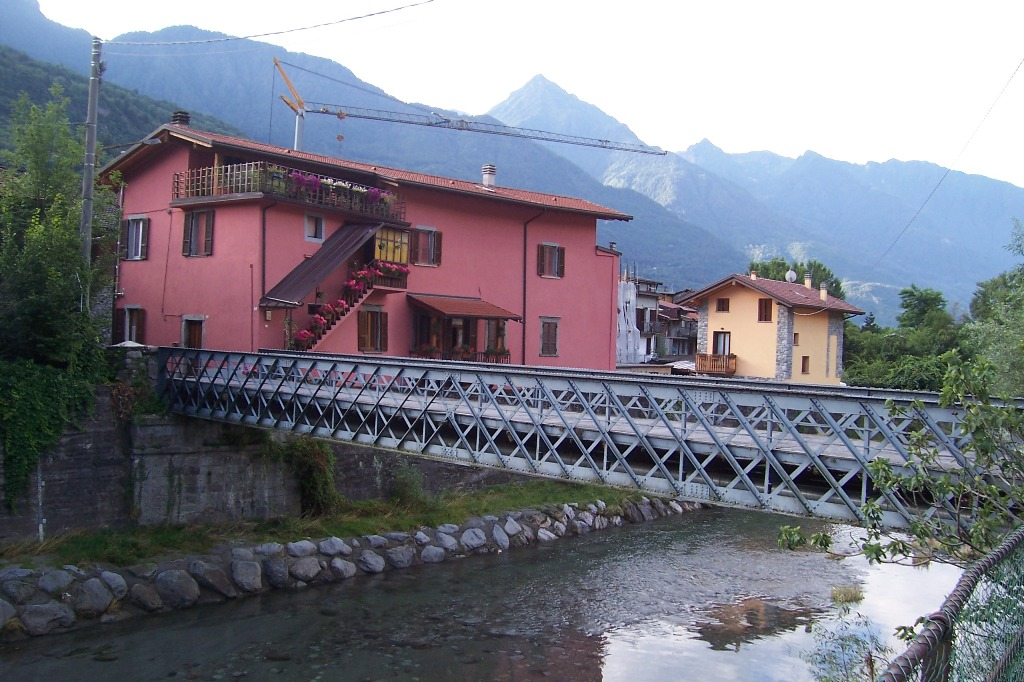
Luogo dove sorgeva l'antico ponte del paese e veduta dell'antica casa della famiglia Grassi (edificio in rosa).

Tra il XI secolo ed il XIV Capo di ponte non era comune a sé stante, ma periferia di Cemmo; il suo territorio faceva parte del priorato di San Salvatore delle Tezze.
Nel 1315 la palude di Imesigo, che si estendeva nella piana di Capo di Ponte fino a Sellero, venne coperta dalle alluvioni del torrente Re.
Il 14 ottobre 1336 il vescovo di Brescia Jacopo de Atti investe iure feudi dei diritti di decima nei territori di Incudine, Cortenedolo, Mù, Cemmo, Zero, Viviano e Capo di Ponte a Maffeo e Giroldo Botelli di Nadro.
Nel 1698 Padre Gregorio Brunelli afferma che l'abitato di Zero (o Serio), che sorgeva lungo le sponde del torrente Re, ad oriente del paese odierno, venne spazzato via da un'inondazione dello stesso.
Zero è ricordato l'ultima volta nel 1374, quando i suoi territori vengono affidati come decima ai Botelli di Nadro.
Con la caduta della Repubblica di Venezia nasce il "comune di Capo di Ponte" (1797-1798), che cambierà nome precocemente in "comune di Cemmo e Capo di Ponte" (1798 - 1815) e sotto il Regno Lombardo Veneto in "comune di Capo di Ponte e Cemmo" (1816 - 1859). Sotto il Regno d'Italia assumerà definitivamente il nome di comune di Capo di Ponte (dal 1859).

### Feudatari locali
Famiglie che hanno ottenuto l'infeudazione vescovile dell'abitato:
| Famiglia | Stemma | Periodo  |
| Botelli  |        | 1336 - ? |

### Simboli
Lo stemma è stato riconosciuto con decreto del capo del governo del 2 luglio 1928.
Il gonfalone è un drappo di rosso.

### Ricorrenze
- Quaranta giorni dopo Pasqua: fiera del giovedì dell'Ascensione (fiéra della Sensa, forse ispirata alla veneziana Festa della Sensa): tradizionalmente era una fiera del bestiame, oggi è un giorno di mercato che occupa tutte le vie del paese.[14]

## Monumenti e luoghi d'interesse

### Architetture religiose

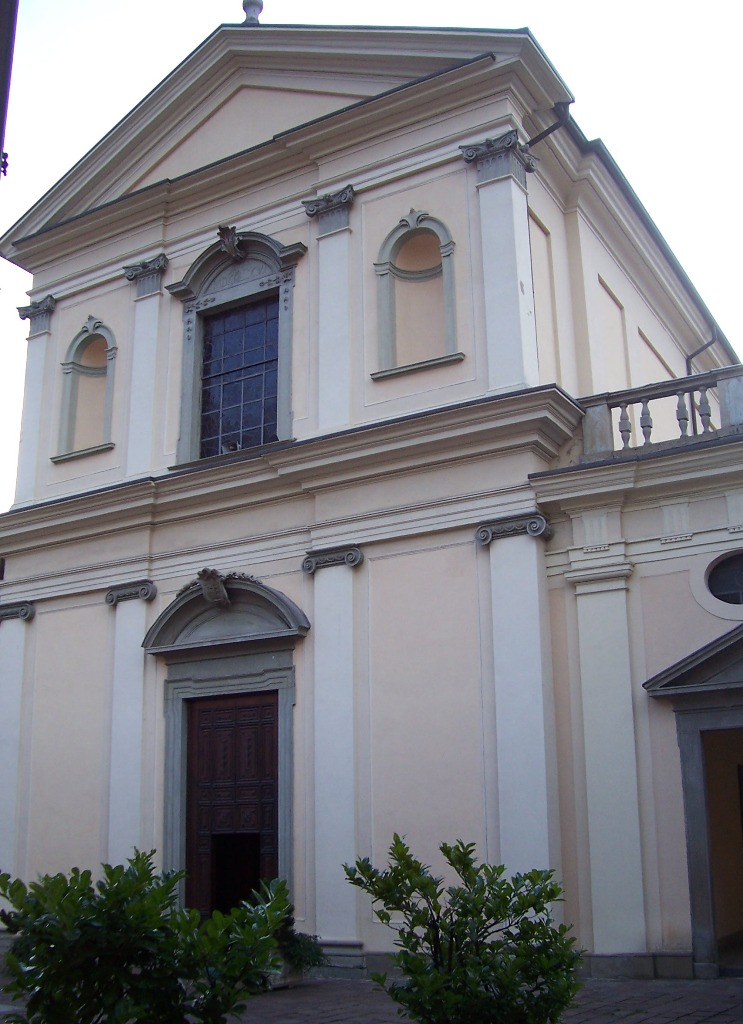
Chiesa parrocchiale di San Martino

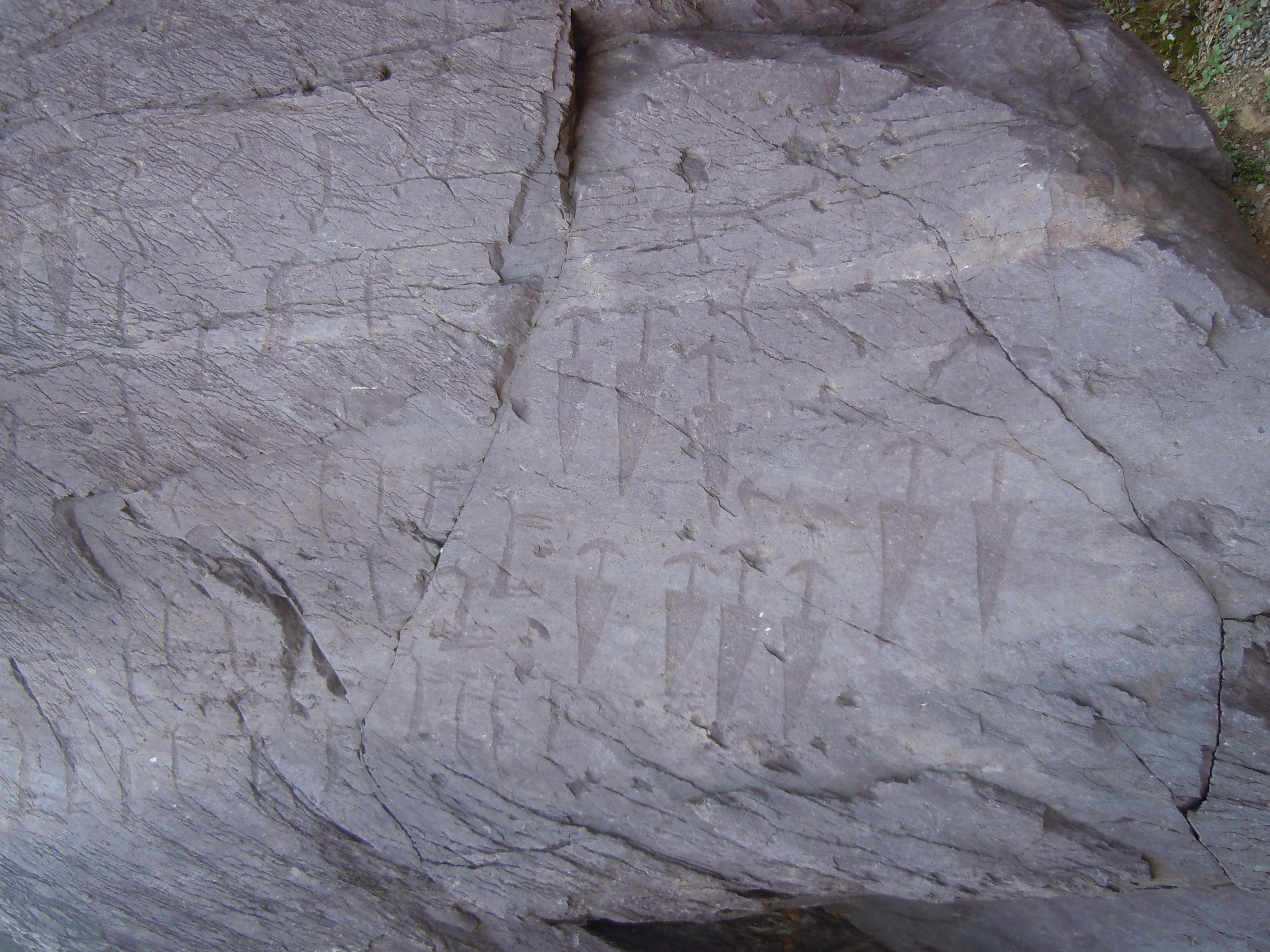
Masso Cemmo 2, iscrizioni

- Chiesa parrocchiale di San Martino Vescovo, riedificata nel secolo XVIII con colonne in pietra di Sarnico. La soasa è di Beniamino Simoni
- Monastero di San Salvatore
- Chiesa delle sante Faustina e Liberata: si è tramandata la leggenda che vede le sante Faustina e Liberata, vivere in penitenza in una grotta della regione presso Capo di Ponte. Esse intervennero miracolosamente a fermare con le loro mani due massi che minacciavano il borgo. Ancora oggi vicino alla chiesa a loro dedicata, si possono vedere due enormi massi che recano impronte di mani e che sono ancora venerate dalla popolazione del luogo
- Oratorio di san Rocco al ponte del XVII secolo
- Pieve di San Siro nella frazione di Cemmo, risalente al XII secolo ed eretta sui resti di una costruzione più antica

### Patrimoni dell'umanità UNESCO
- Parco nazionale delle incisioni rupestri di Naquane
- Parco archeologico comunale di Seradina-Bedolina
- Parco archeologico nazionale dei Massi di Cemmo
- Museo nazionale della Preistoria (Mupre)

## Società

### Evoluzione demografica
Abitanti censiti

### Tradizioni e folclore
Gli scütüm sono nei dialetti camuni dei soprannomi o nomignoli, a volte personali, altre indicanti tratti caratteristici di una comunità. Quello che contraddistingue gli abitanti di Capo di Ponte è Patricc.
- 6 gennaio, festa dell'epifania. Era consuetudine dare al gabinàt (da tedesco Gaben Nacht, notte dei doni): quando la mattina due persone s'incontravano, il primo che pronunciava la parola aveva diritto di ricevere un piccolo dono.[16]
- prima settimana di agosto: "Immaginarti" - Mostra mercato di arti e mestieri presso il piccolo borgo di Pescarzo

## Cultura

### Musei
- Museo nazionale della preistoria della Valle Camonica-MUPRE
- Museo didattico di arte e vita preistorica di Capo di Ponte

## Geografia antropica
Capo di Ponte possiede due frazioni: Pescarzo e Cemmo.

## Infrastrutture e trasporti

### Strade
Per tutto il comune di Capo di Ponte scorre la Strada statale 42 del Tonale e della Mendola.

### Ferrovie
La stazione di Capo di Ponte si trova nella parte orientale del paese, ai piedi della collina ricca di incisioni rupestri di Naquane.
La stazione, una delle più importanti per la media Valle, fa parte della linea ferroviaria Brescia-Iseo-Edolo.

## Amministrazione
| Periodo        | Periodo        | Primo cittadino   | Partito      | Carica  | Note |
| -------------- | -------------- | ----------------- | ------------ | ------- | ---- |
| 16 giugno 1985 | 24 aprile 1995 | Martino Squaratti | DC           | Sindaco |      |
| 24 aprile 1995 | 14 giugno 1999 | Ghetti Riccardo   | PPI          | Sindaco |      |
| 14 giugno 1999 | 14 giugno 2004 | Enrico Tosini     | PPI          | Sindaco |      |
| 14 giugno 2004 | 27 maggio 2019 | Francesco Manella | lista civica | Sindaco |      |
| 27 maggio 2019 | 10 giugno 2024 | Andrea Ghetti     | lista civica | Sindaco |      |
| 10 giugno 2024 | in carica      | Ida Bottanelli    | lista civica | Sindaco |      |